# Wappen von Queensland

Wappen von Queensland

Das Wappen von Queensland, einem Bundesstaates Australiens, ist geteilt und unten  gespalten.
Im oberen goldenem Feld ein nach links sehender silberner Stierkopf mit roten Kopfriemen und ein silberner Schafskopf zu seiner linken Seite. Unten vorn in Schwarz eine gebundene goldene Getreidegarbe und unten hinten ein aufgebogener grüner Berg auf dem ein Spaten und eine Spitzhacke liegt und in Rot eine goldene Säule auf einem Quarzberg aufragt.
Auf dem Wappenschild ruht ein Krötenkopfhelm mit schwarz-goldenen Helmdecken. Aus der ebenso gefärbten Helmwulst mit grünem Nest wächst zu den Seiten je eine Zuckerrohrpflanze empor und schließt ein blaues Malteserkreuz mit mittig aufgelegter Königskrone ein.
Schildhalter ist rechts ein Hirsch und ein links flügelschlagender Brolgakranich.
Unter den Schild die Worte als Queenslands Staatsmotto in schwarzen Majuskeln auf grünem Band „AUDAX AT FIDELIS“ („mutig, aber treu“).

## Symbolik
Landwirtschafts-Entwicklung im neunzehnten Jahrhundert symbolisiert eine Weizengarbe, die Köpfe von Stier und Widder und das Zuckerrohr im Oberwappen. Der Bergbau wird durch eine Säule von Gold auf einem Haufen von Quarz vertreten.
Das Wappen wurde von William Hemmant, Sekretär und Schatzmeister in  Queensland, entworfen. Das Malteserkreuz ist bereits seit dem 29. November 1876 in Verwendung als Teil der Flagge von Queensland, aber schon um 1859 beschrieben. Die Königskrone (Royal Crown) erscheint auch frühzeitig auf einem Siegel. Im Jahr 1893 wurde das Wappen des eingegliederten Queensland leicht auf Wunsch der Königin Victoria verändert. Zuletzt ist das Wappen im Jahr 1953/1963 geändert worden und fand durch Königin Elisabeth II. die Zustimmung. Besonders ging es um die Krone im Wappen.